# هرمیت (پروانه)
هرمیت، (زاهد گوشه نشین) یک پروانه در تیره فرچه‌پایان است. این پروانه در آفریقای شمالی، جنوب اروپا، آناتولی، قفقاز، قزاقستان، آسیای میانه، شمال غربی چین و تووا یافت می‌شود.
پهنای بال این پروانه ۴۵-۶۰ میلی‌متر است.